# World Club Challenge 2019
El World Club Challenge de 2019 fue la vigésimo séptima edición del torneo de rugby league más importante de clubes a nivel mundial.

## Formato
Se enfrentan los campeones del año anterior de las dos ligas más importantes de rugby league del mundo, la National Rugby League y la Super League.

## Participantes
| Liga                       | Ganador         |
| -------------------------- | --------------- |
| National Rugby League 2018 | Sydney Roosters |
| Super League XXIII         | Wigan Warriors  |

## Encuentro
| 17 de febrero de 2019 | Wigan Warriors | 8 - 20 | Sydney Roosters | DW Stadium, Wigan               |  |
|                       |                |        |                 | Asistencia: 21 331 espectadores |  |

| Bandera de Australia    |
| Campeón Sydney Roosters |
| Cuarto título           |